# Brynjar Gunnarsson
Brynjar Gunnarsson (ur. 16 października 1975 w Reykjavíku) – islandzki piłkarz grający jako środkowy pomocnik. Obecnie gra w Reykjavíkur.

## Kariera piłkarska
Gunnarsson rozpoczął swą piłkarską karierę w islandzkim klubie Reykjavíkur w 1995 roku. W czasie dwóch lat wystąpił tam 50 razy i zdobył jedną bramkę. W 1998 występował najpierw dla Vålerenga Fotball, rozgrywając cztery mecze i Moss FK, gdzie przy pięciu występach zdobył dwie bramki. Na rok 1999 przeniósł się do szwedzkiego Örgryte IS, gdzie zdobył jednego gola na 24 występy.
Angielski klub Stoke City w tym samym roku wykupił Gunnarssona za rekordową sumę 600 tys. funtów. Od tamtej pory w swej karierze piłkarz nie opuścił angielskich klubów. Gunnarsson grał tam do 2003 rozgrywając ponad 130 meczów i zdobywając 15 bramek, by przejść następnie na zasadzie darmowego transferu do Nottingham Forest, gdzie jednak nie wypadł najlepiej i został wypożyczony z powrotem do Stoke City. Wystąpił tam tylko 3 razy.
Następnym etapem kariery Gunnarssona jest przeniesienie się do Watford, gdzie rozegrał 36 spotkań, jednak po zmianie trenera, którym stał się Ray Lewington, stwierdzono, że Islandczyk sprawuje zbyt podobną rolę do Gavina Mahona, ma jednak gorszą skuteczność. W efekcie tych zdarzeń Gunnarsson w 2005 przeszedł do Reading, w którym gra do dziś. 13 listopada 2006 podpisał umowę z klubem do lipca 2008.
Karierę reprezentacyjną rozpoczął w 1997, kiedy pojawił się w meczu przeciw Macedonii i od tamtej pory rozegrał 74 spotkania, w czasie których zdobył 4 bramki. Jest zastępcą pierwszego kapitana Hermana Hreiðarssona.